# Aethes obscurana
Aethes obscurana es una especie de polilla del género Aethes, categorizada en la tribu Cochylini, de la subfamilia Tortricinae.

## Distribución
Se distribuye por Asia.

## Taxonomía
Fue descrita por Caradja en 1916 y publicada en (Conchylis clathranavar), Dt. ent. Z. Iris 30: 53.